# Planta de energía nuclear Vermont Yankee

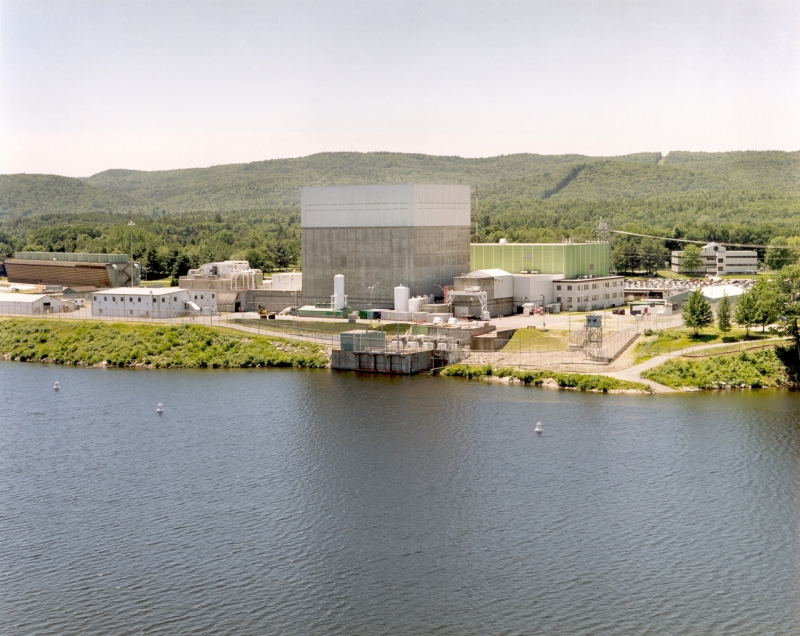
Vista aérea de la planta de energía nuclear Vermont Yankee, que cuenta con un reactor central en forma de cubo con techo plano y varios edificios y estructuras auxiliares.

Vermont Yankee es una planta de energía nuclear de un reactor del tipo de agua hirviendo (BWR) que actualmente es propiedad de Entergy Nuclear. Está situada en la población de Vernon, Vermont y genera aproximadamente 535 megavatios de electricidad. La planta empezó su funcionamiento comercial en 1972. Genera un tercio de la electricidad consumida en Vermont.
El 31 de julio de 2002, Entergy's Non-Utility Nuclear Business compró Vermont Yankee a Vermont Yankee Nuclear Power Corporation por 180 millones de dólares. Entergy recibió la planta, el combustible nuclear, las existencias y los terrenos afectados. La responsabilidad para la desinstalación de la planta, así como las provisiones para su desinstalación, aproximadamente 310 millones de dólares, también fueron trasferidos a Entergy. La compra incluyó un acuerdo de compra de energía (“power purchase agreement” (PPA)) por 10 años, según el cual los anteriores propietarios se obligaban a comprar la energía generada por la planta, hasta una fecha que es posterior al actual permiso de funcionamiento de la planta que vence el 21 de marzo de 2012. 
En 1978, la planta de Vermont Yankee fue el sujeto del caso Vermont Yankee Nuclear Power Corp. contra Natural Resources Defense Council, Inc., un importante caso de la  Corte Suprema de los Estados Unidos con relación a la ley administrativa.

## Almacenaje de combustible en seco
Entergy está buscando la aprobación para obtener el almacenaje en seco del combustible al final del período autorizado de funcionamiento de la planta que caduca el 2012. El cargar el combustible gastado dentro de cascos transportables de combustible en seco es el primer paso para sacarlos de Vermont hacia el repositorio central federal cuando se abra en Yucca Mountain, Nevada. 